# Uroxys spaethi
Uroxys spaethi är en skalbaggsart som beskrevs av Vladimir Balthasar 1940. Uroxys spaethi ingår i släktet Uroxys och familjen bladhorningar. Inga underarter finns listade i Catalogue of Life.